# Rio Ciobănuş
O Rio Ciobănuş é um rio da Romênia, afluente do Trotuş, localizado no distrito de Harghita,

Bacău.